# فرد هورن
فرد هورن هو سياسي كندي، ولد في 25 أغسطس 1961 في ويتبي في كندا. حزبياً، نشط في الرابطة التقدمية المحافظة في ألبرتا ‏. وقد انتخب عضو الجمعية التشريعية ألبرتا.